# Estonské pozemní síly
Mavägi, čili Estonské pozemní ozbrojené síly, tvoří hlavní část Estonské armády. Mimo hlavní priority, a to obrany území Estonska, se estonská armáda účastní zahraničních misí po boku států NATO, jehož je Estonsko od roku 2004 členem. Jejím vrchním velitelem je plk. Indrek Sirel. Hlavní částí estonských ozbrojených sil je pěchota, ve stavu pohotovosti se jedná o 4 pěší brigády. Estonsko disponuje také podobně velkou dělostřeleckou a protileteckou silou.
Výzbroj estonských pozemních sil byla přejatá ze SSSR. Prochází však procesem modernizace a vyzbrojováním moderními zbraněmi z Finska, Izraele a SRN. Roku 2008 byl pro armádu zaveden místo starého ruského nový digitální maskovací vzor ESTDCU. Do roku 2009 se Estonská armáda účastnila zahraniční mise v Iráku (40členný kontingent). Od roku 2003 je přítomná také v Afghánistánu, kde zdržuje 136 mužů.
Speciální jednotkou je Kuperjanovův pěší prapor sídlící ve městě Võru. Estonská pozemní armáda se také účastní humanitárních akcí při záplavách.

## Jednotky armády

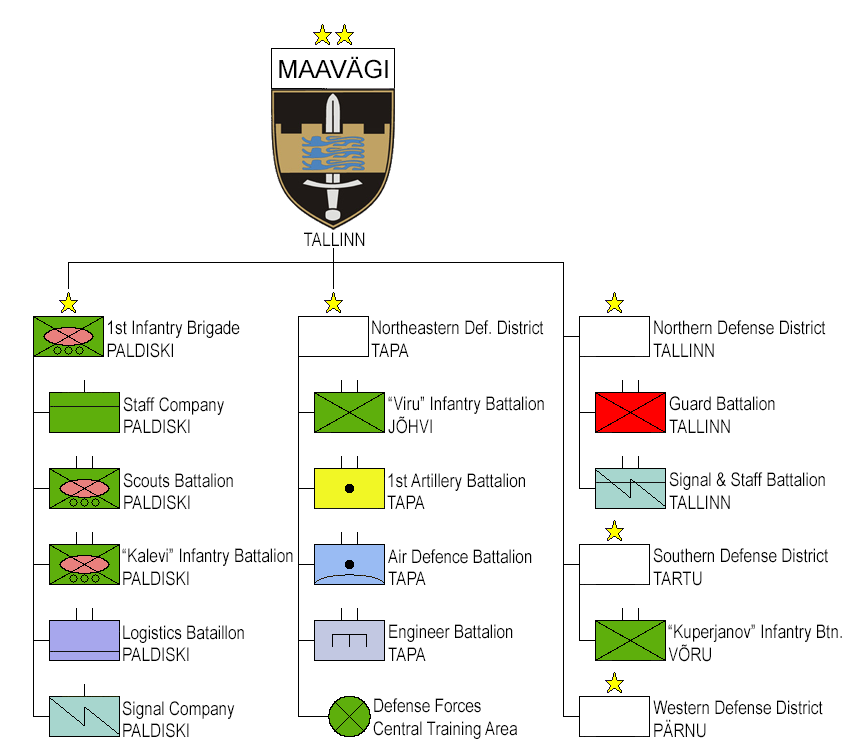
rozmístění estonské armády

- Kuperjanovův pěší prapor
- Kalevův pěší prapor
- Průzkumný prapor
- Dělostřelecký prapor
- Pěší prapor (Viru)
- Protiletecký prapor
- Strážní prapor
- Logistický prapor

## Výzbroj a technika

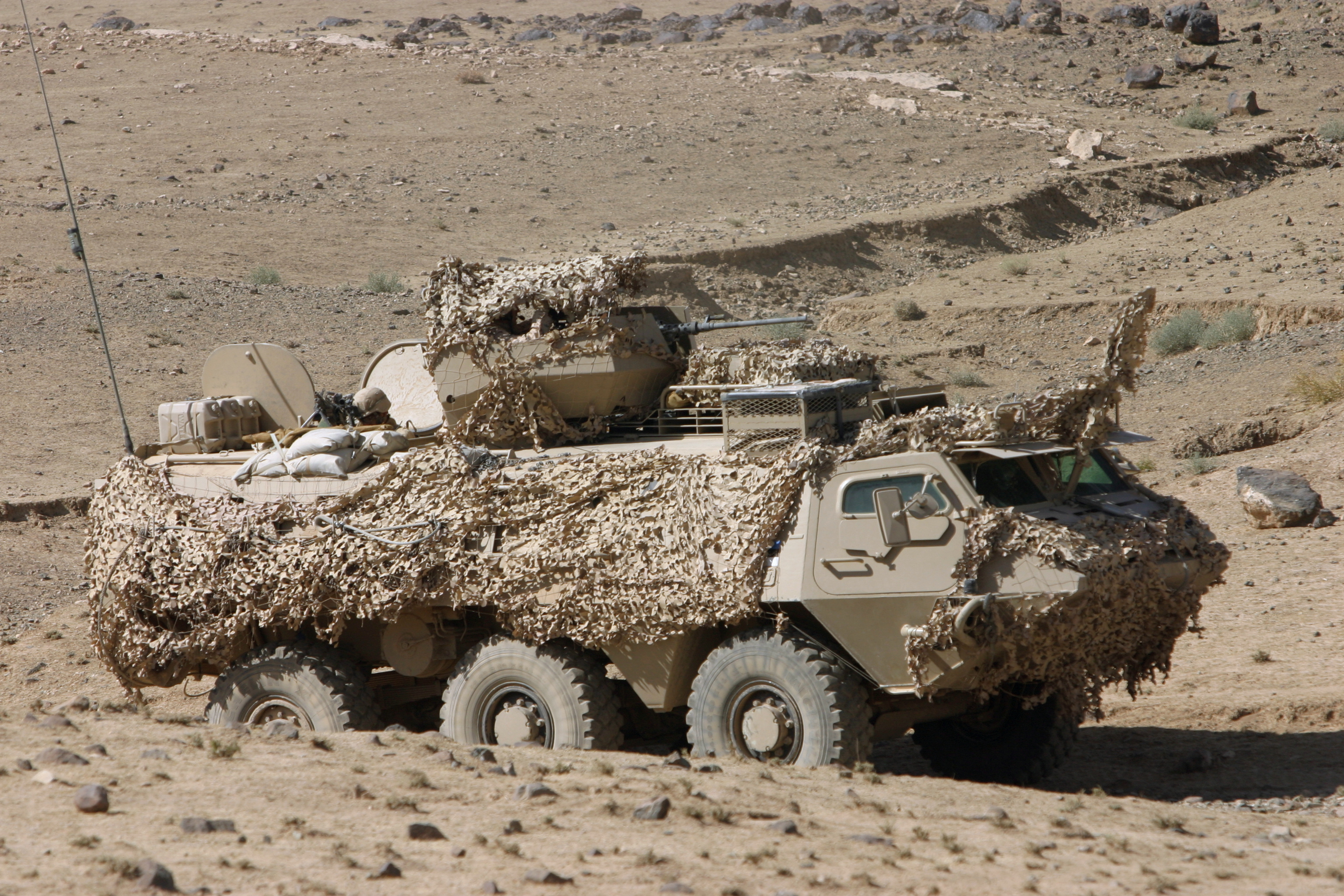
Estonské Sisu XA-180, finské provenience, celkem jich Estonsko vlastní 58. ISAF, Afghánistán

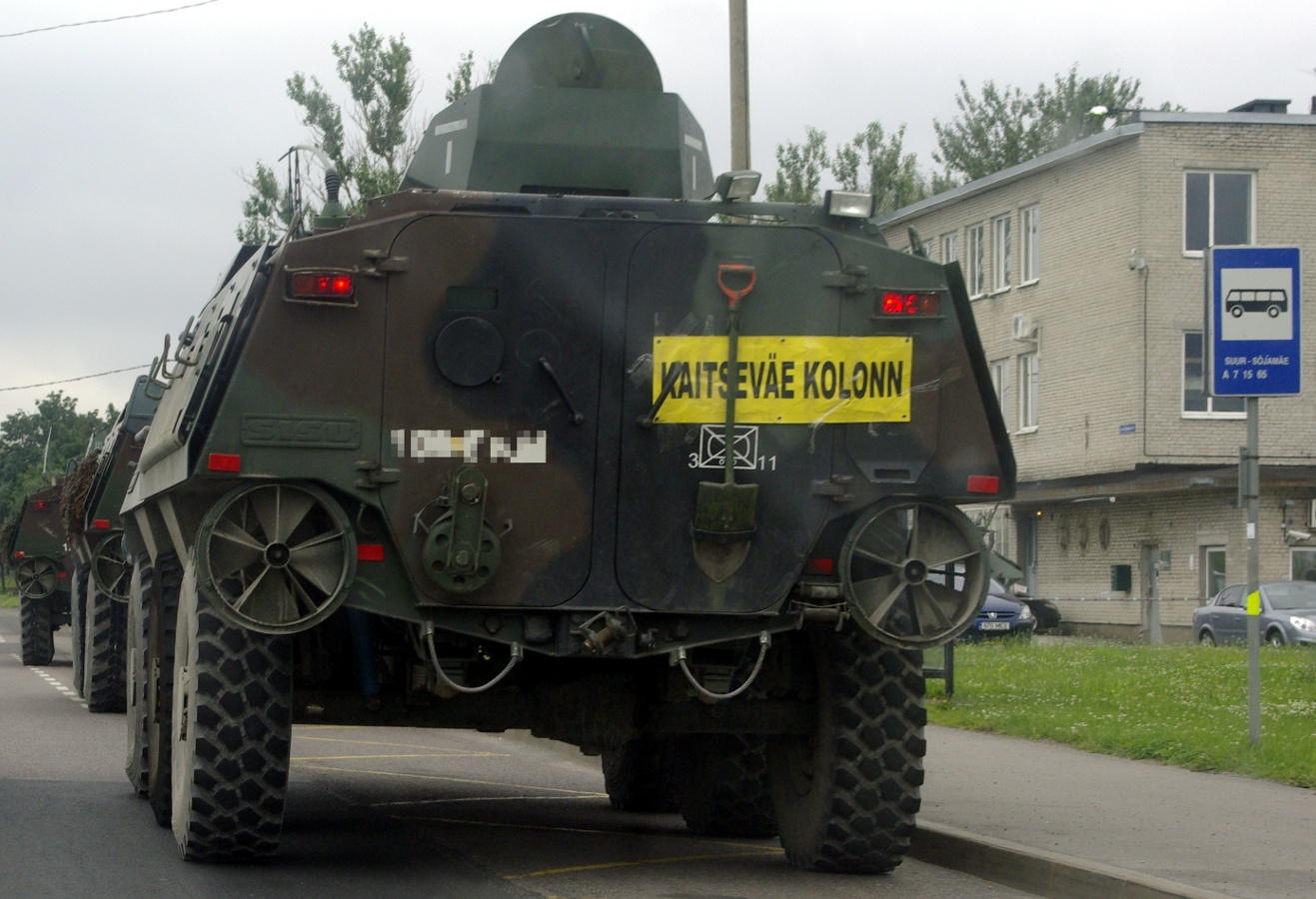
Stejné stroje v Estonsku, 2009

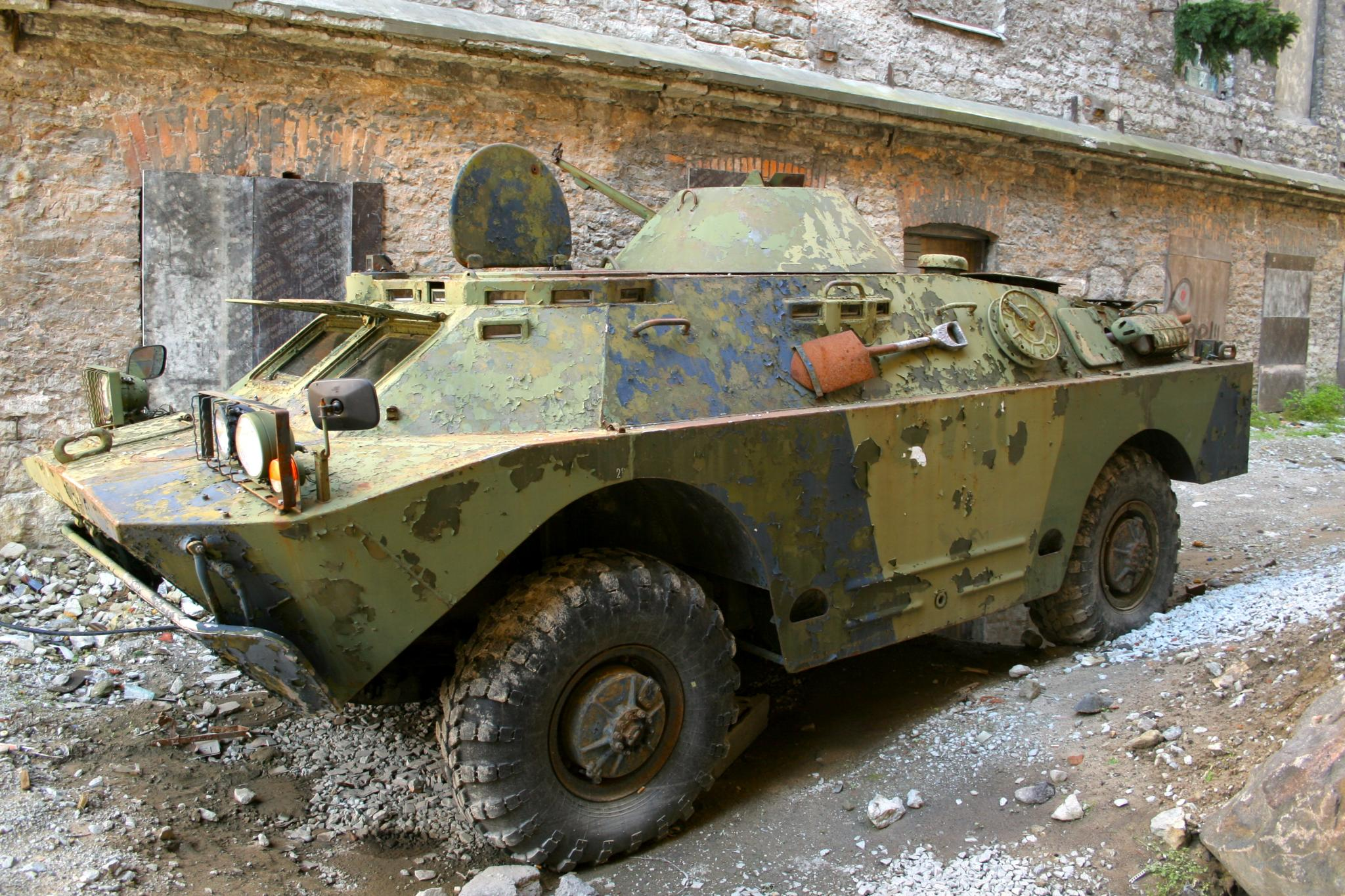
Vyřazené sovětské BRDM-2, Tallinn, 2009

V roce 2004 uzavřelo Estonsko smlouvu (v hodnotě 17 mil. USD) s finským ministerstvem obrany na nákup 60 kusů nadbytečných XA-180, které byly dodány v rozmezí let 2005–2007. V červenci 2014 zůstává ve službě 56 vozidel XA-180 EST pěti verzí – obrněný transportér, velitelské, spojovací a zdravotnické vozidlo. V roce 2010 začaly být z Nizozemska dodávány též obrněnce XA-188, jež mají být dodány do roku 2015.[potřebuje aktualizovat] Celkem by se mělo jednat o 81 strojů, přičemž asi 60 kusů již bylo předáno. Vozidla XA-180 a XA-188 jsou zařazena do výzbroje Průzkumného praporu (Scoutspataljon) a Pěšího praporu Kalevi (Kalevi jalaväepataljon) ze sestavy 1. pěší brigády (1. Jalaväebrigaad). Estonsko rovněž vyjednává o nákupu bojových vozidel pěchoty CV90, konkrétně verze pro Nizozemsko CV9035NL, a to v počtu až 44 kusů. Nizozemská armáda část svých vozidel z důvodu úspor nepoužívá a má je uložené ve skladech.
| druh                           | počet                 |
| obrněná technika               | obrněná technika      |
| ------------------------------ | --------------------- |
| obrněné vozidlo Sisu XA-180    | 56                    |
| obrněné vozidlo Sisu XA-188    | cca 60 (objednáno 81) |
| obrněné vozidlo BTR-60         | 1                     |
| obrněné vozidlo BTR-60         | 3                     |
| obrněné vozidlo BTR-60         | 20                    |
| obrněné vozidlo Mamba APC      | 9                     |
| dělostřelecká technika         |                       |
| H61 105mm                      | 38                    |
| FH70 155mm                     | 24                    |
| bezzákluzové dělo M40A1 106mm  | 30                    |
| bezzákluzové dělo PV-1110 90mm | 130                   |
| technika protiletadlové obrany |                       |
| ZU-23-2 23mm                   | 97                    |
| protitankové zbraně            |                       |
| MAPATS                         | 10                    |
| Milan 2                        | neznámý               |
| Carl Gustav                    | neznámý               |
| B-300                          | neznámý               |
| M69 (RPG-7)                    | neznámý               |

| druh                                          | počet                               |
| Pistole, brokovnice a odstřelovačky           | Pistole, brokovnice a odstřelovačky |
| --------------------------------------------- | ----------------------------------- |
| pistole Heckler u. Koch USP                   | 2 000                               |
| poloautomatické brokovnice Benelli M3T        |                                     |
| odstřelovačka Sako TRG-42                     |                                     |
| odstřelovačka PGM Hécate II                   |                                     |
| útočné pušky a samopaly                       |                                     |
| útočná puška G3 (švédská licence Ak- 4)       | cca 50 000                          |
| útočná puška IMI Galil - různé verze          | cca 12 000                          |
| samopal Mini-Uzi                              |                                     |
| lehký kulomet IMI Negev                       | cca 200                             |
| lehký kulomet MG3                             |                                     |
| těžký kulomet FN MAG (švédská licence Ksp 58) |                                     |
| těžký kulomet Browning M2                     |                                     |

## Hodnosti
| kód NATO        | OF-9                           | OF-8                      | OF-7                             | OF-6              | OF-5                         | OF-4  | OF-3           | OF-2             | OF-1                      | OF-1   | OF-1 |
| --------------- | ------------------------------ | ------------------------- | -------------------------------- | ----------------- | ---------------------------- | ----- | -------------- | ---------------- | ------------------------- | ------ | ---- |
| Estonsko        |                                |                           |                                  |                   |                              |       |                |                  |                           |        |      |
| Generál Kindral | Generálporučík Kindralleitnant | Generálmajor Kindralmajor | Brigádní generál Brigaadikindral | Plukovník Kolonel | Podplukovník Kolonelleitnant | Major | Kapitán Kapten | Poručík Leitnant | Podporučík Nooremleitnant | Lipnik |      |

| kód NATO                 | OR-9                           | OR-9                   | OR-8                         | OR-7                                    | OR-6                 | OR-5             | OR-4                          | OR-4 | OR-3            | OR-2          | OR-1 |
| ------------------------ | ------------------------------ | ---------------------- | ---------------------------- | --------------------------------------- | -------------------- | ---------------- | ----------------------------- | ---- | --------------- | ------------- | ---- |
| Estonsko                 |                                |                        |                              |                                         |                      |                  |                               |      |                 |               |      |
| Nadpraporčík* Ülemveebel | Štábní praporčík* Staabiveebel | Praporčík* Vanemveebel | Staršina Nadrotmistr* Veebel | Seržant 1. třídy Rotmistr* Nooremveebel | Rotný* Vanemseersant | Seržant Seersant | Mladší seržant Nooremseersant |      | Desátník Kapral | Vojín Reamees |      |

* Ekvivalent v AČR
Malým písmem- orig. překlad estonského názvu

## Historie

### Válka za nezávislost
Během války za nezávislost pozemní vojska spolu s námořnictvem a vyvíjejícím se letectvem výrazně přispěla k vítězství a získání nezávislosti. První dvě pěchotní divize a průzkumný prapor byly vytvořeny již za války.